# Marie Karoline von Fuchs-Mollard
Marie Karoline von Fuchs-Mollard, född 14 januari 1681 i Wien, död 27 april 1754, var en österrikisk grevinna och guvernant till Maria Theresa av Österrike.
Kejsarinnan Elisabeth Christina anlitade henne att utbilda och uppfostra dottern Maria Theresa, då flickan föddes 1717. Fuchs lärde henne etikett, och uppfostrade i praktiken henne. Maria Theresa utvecklade nära förbindelser med Fuchs.
När Maria Theresa efterträdde sin far som regent i Ungern, Böhmen och Österrike, gav hon Fuchs ett slott Fuchsschlössl. Då Fuchs dog i Wien gav Maria Theresa order om att hon skulle begravas i kejsargraven i Wien. Därmed blev hon enda icke-Habsburg-person att begravas där. 150-årsminnet av hennes död uppmärksammades med en speciell mässa i graven.